# Heshun (Tengchong)
Heshun (chinesisch 和順鎮 / 和顺镇, Pinyin Héshùn Zhèn) ist eine Großgemeinde der Stadt Tengchong in der chinesischen Provinz Yunnan. Ai Siqi (艾思奇,  Ài Sīqí), ein Lehrer Mao Zedongs, stammt aus der Ortschaft. Die Fläche beträgt 17,92 Quadratkilometer und die Einwohnerzahl 6.560 (Stand: Zensus 2010). Der Ort ist außerdem berühmt für seine alte historische Bibliothek.